# Calaisis
Le Calaisis (en anglais : The Pale of Calais) est une région historique et culturelle du nord de la France à la frontière avec le Boulonnais, l'Audomarois et la Flandre et bordé par la mer du Nord. Elle est constituée des cantons de Calais-1, Calais-2, Calais-3 et Marck. Elle fut sous autorité anglaise du 4 août 1347 jusqu’à sa reconquête, le 8 janvier 1558.

## Appellation
Le Calaisis est appelé :
- en picard : Calaisis ;
- en flamand occidental : Kalesland ;
- en anglais : Pale of Calais.

## Géographie
Le Calaisis a une géographie très similaire à la Flandre voisine, tout comme cette dernière, c'est un polder, il fait d'ailleurs partie de la plaine maritime flamande avec le Westhoek.
Le Calaisis fait partie de la plaine d'Europe du Nord, s'étendant de Sangatte à l'Oural, et comprend notamment l'Allemagne du Nord, la Pologne, la Flandre et les Pays-Bas.
Le Calaisis est bordé par la mer du Nord, il possède notamment un port, ainsi qu'un tunnel reliant l'Europe continentale à la Grande Bretagne nommé tunnel sous la Manche.
Cette situation est un atout stratégique pour cette région située de ce fait à proximité du centre de la mégalopole européenne, cette conurbation qui traverse l'Europe du Lancashire (Angleterre) à la Toscane (Italie), en passant par le couloir rhénan.

Une grande partie de la surface du Calaisis se compose de zones humides. Le territoire se divisait grossièrement en hautes terres dans l’ouest et le bas pays de l’Est. Sa superficie est difficile à cerner à cause des limites qui n’étaient pas clairement définies, en raison des terres marécageuses et des cours d’eau artificiels qui changeaient constamment, mais s’étendaient de Gravelines presque à Wissant et couvraient environ 52 km2. En outre, les Français récupéraient sans cesse de petites parties de leur territoire, en particulier dans le sud-ouest.
1346–1558
Entités précédentes :
- Royaume de France

Entités suivantes :
- Royaume de France

## Historique
Après la victoire anglaise à la bataille de Crécy le 26 août 1346, le roi Édouard III est venu mettre, le 4 septembre 1346, le siège devant la ville de Calais qui tombe, le 3 août 1347, après un siège désespéré commémoré par la sculpture les Bourgeois de Calais d'Auguste Rodin. La prise de Calais a fourni à Édouard III un avant-poste défendable où son armée pouvait se regrouper. La position de la ville sur la Manche signifiait, en outre qu’elle serait facile à réapprovisionner par voie maritime. Son maintien a été confirmé par le traité de Brétigny, signé le 8 mai 1360, par lequel Édouard III renonçait au trône de France, en échange d’un certain nombre de territoires importants en France, à savoir la Guyenne, la Gascogne, Calais, le Ponthieu et Guînes. Il conserve également le Poitou, le Périgord, le Limousin, l’Angoumois et la Saintonge. Il devient ensuite souverain de l’Armagnac, de l’Agenais, du Quercy, du Rouergue, de Bigorre et du comté de Gaure. En contrepartie, Édouard III renonce à la Normandie, la Touraine, le comté du Maine et de l’Anjou, ainsi qu’à la suzeraineté sur la Bretagne et les Flandres.
Lorsque le roi d’Angleterre eut disposé des six bourgeois de Calais, il envoya ses deux maréchaux et Wauthier de Masny prendre possession de la ville et du château, avec ordre de mettre en prison les chevaliers qui avaient défendu la place, et de faire partir simplement tout le reste de la ville, hommes, femmes et enfants, voulant repeupler la ville de purs Anglais. Il ne resta dans Calais qu’un prêtre et deux vieillards, connaissant les lois et ordonnances de Calais, pour reconnaître les limites des terres et des biens. Édouard donna à la reine Philippa les maisons et les biens de Jean d’Aire, l’un des six bourgeois auxquels elle avait sauvé la vie. Il fit aussi don à Wauthier de Masny, au baron de Stafford, à lord Cobharn et à quelques autres, de plusieurs des hôtels et propriétés de la ville conquise. Nombre de bijoux et d’ornements, de flacons d’or et d’argent, de meubles et de linge de toute espèce, provenant du pillage de Calais finirent dans les maisons anglaises.
Le 12 août 1347, Édouard publia une ordonnance pour inviter ses sujets d’Angleterre à venir peupler sa nouvelle conquête, en promettant de grandes franchises à ceux qui s’y établiraient. Trente-six riches bourgeois et sages hommes, leurs femmes et leurs enfants, et plus de trois cents hommes de moindre condition, répondirent à son appel. Le nombre croissait toujours car le roi donna et scella beaucoup de libertés et de franchises. Le roi de France compensa les Calaisiens expulsés de leur perte par une ordonnance du 8 septembre 1347 leur concédant « toutes les forfaitures, les biens et héritages qui lui échoiraient pour quelque cause que ce fût. » Il leur accorda également tous les offices vacants dans ses domaines et dans ceux de ses fils. Ses successeurs, les rois Jean le Bon et Charles Ier, s’inquiétèrent aussi de pourvoir au sort des anciens habitants de Calais, comme le montrent plusieurs de leurs édits.

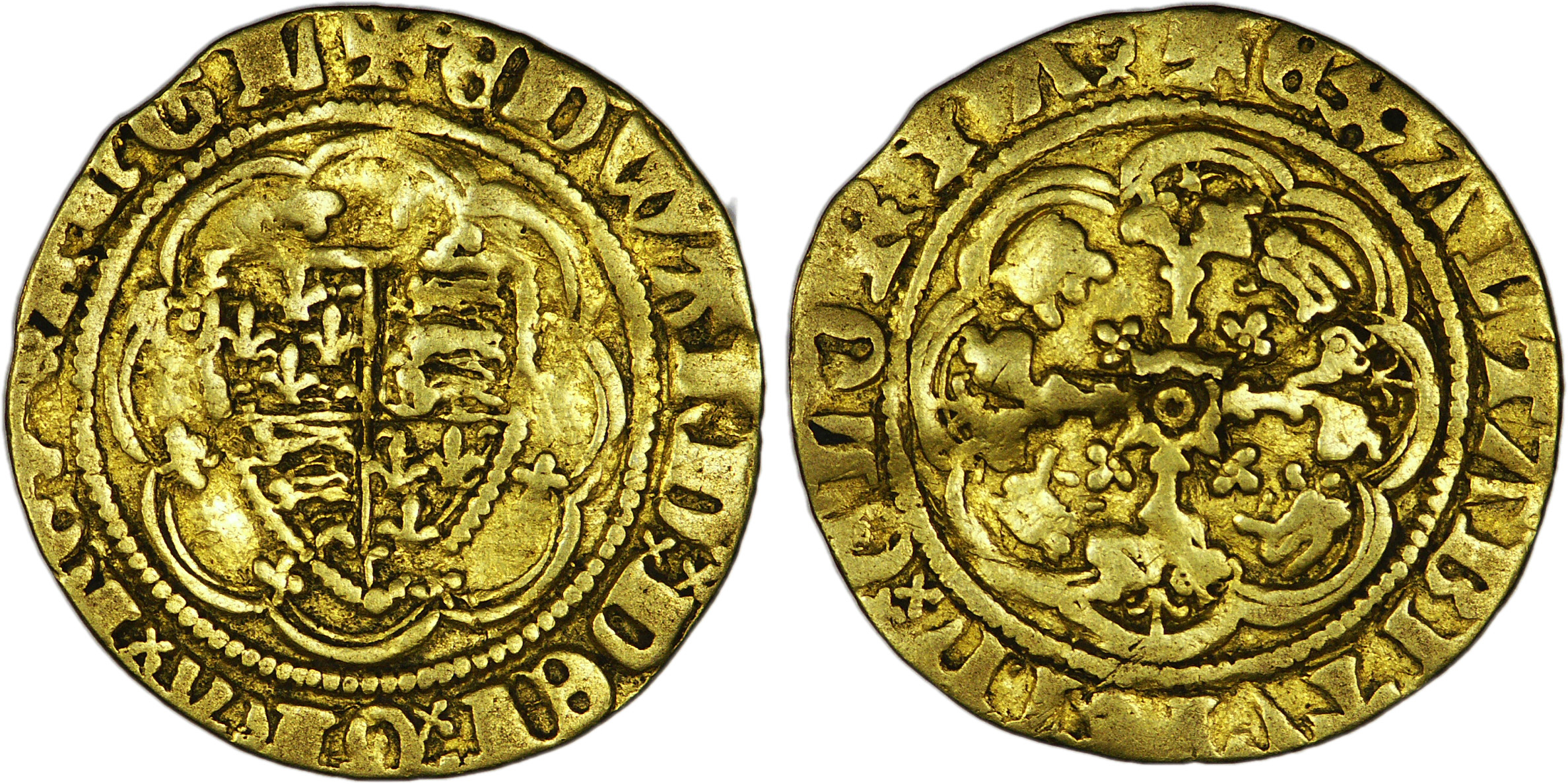
Quart de noble d'or frappé à Calais entre 1361 et 1369 au nom d'Édouard III au cours de l'occupation anglaise de la ville.

En 1453, à la fin de la guerre de Cent Ans, le Calaisis était la seule partie du territoire français encore aux mains des Anglais. Facile à ravitailler et à défendre par voie maritime, Calais dépendait, en l’absence de tout moyen de défense naturel, de fortifications entretenues et mises en place à grands frais. Sa principale défense fut néanmoins la convoitise des Français et Bourguignons rivaux qui, briguant chacun la ville, préféraient encore la voir aux mains des Anglais plutôt que celles de leurs rivaux. Avec la division des Pays-Bas bourguignons entre la France et l’Espagne, les circonstances politiques avaient évolué de telle façon que la restitution par l’Angleterre, en 1550, de la zone autour de Boulogne prise par Henri VIII en 1544, a ouvert les abords de Calais.

Le Calaisis est resté sous domination anglaise jusqu’à ce que, à la suite de préparatifs secrets, 30 000 troupes françaises, menées en 1558 par François de Lorraine, duc de Guise, reprennent la ville le 7 janvier 1558, mettant fin à 211 ans d’occupation anglaise. La perte de Calais a été reconnue par le traité de Cateau-Cambrésis signé avec l’Angleterre les 2 et 3 avril 1559. Toutefois, les conséquences de la perte du Calaisis ne furent pas aussi graves qu’on aurait pu le craindre, car à cette époque, l’Angleterre, sous le règne de Marie Ire, concentrait son commerce sur les Pays-Bas.

Le Calaisis en 1360.

Le secteur du Calaisis comprenait les communes de : Andres, Balinghem, Bonningues-lès-Calais, Calais, Campagne-lès-Guines, Coquelles, Coulogne, Fréthun, Guemps, Guînes, Hames-Boucres, Hervelinghen, Marck, Nielles-lès-Calais, Nouvelle-Église, Offekerque, Oye-Plage, Peuplingues, Pihen-lès-Guînes, Sangatte, Saint-Tricat, Vieille-Église et Saint-Pierre-lès-Calais. Pendant l’occupation anglaise, les habitants de la zone de Calais avaient conservé leur identité francophone et néerlandophone.